# Boris (band)
Boris (japansk: ボリス) er et japansk band, som blev dannet i Tokyo i 1992. Bandet har siden sin dannelse udgivet mere end 20 studiealbum, samt flere EP'er og samarbejdsalbum med andre grupper.

## Historie
Boris blev dannet i Tokyo i 1992 af de fire medlemmer Atsuo som vokalist, Wata som guitarist, Takeshi som bassist og Nagata som trommeslager. Bandet er opkaldt efter sangen "Boris" på The Melvins albummet Bullhead. Nagata forlod bandet i 1996, før de havde udgivet deres første album, og de har siden været en trio.
Boris udgav deres debutalbum Absolutego i 1996. Albummet består af en lang sang som er mere end en time lang. Bandet har siden udgivet mere end 20 studiealbum, med flere album som har modtaget anmelderros. Eksempler herpå er Flood fra 2001, Boris at Last -Feedbacker- fra 2003 og Pink fra 2005.

## Medlemmer

### Nuværende medlemmer
- Atsuo — sang (1992–nu), trommer, tamburin (1996–nu)
- Takeshi — sang, guitar, keyboard (1992–nu)
- Wata — sang, basguitar, guitar (1992–nu)

### Tidligere medlemmer
- Nagata — trommer (1992–1996)